# Университет Южной Калифорнии
Университет Южной Калифорнии (Южно-Калифорнийский университет, англ. University of Southern California, USC) — американский частный исследовательский университет, расположенный в Лос-Анджелесе.
Основанный в 1880 году, является старейшим частным исследовательским университетом в Калифорнии. Университет Южной Калифорнии был одним из первых узлов ARPANET и местом рождения системы доменных имен.

## История

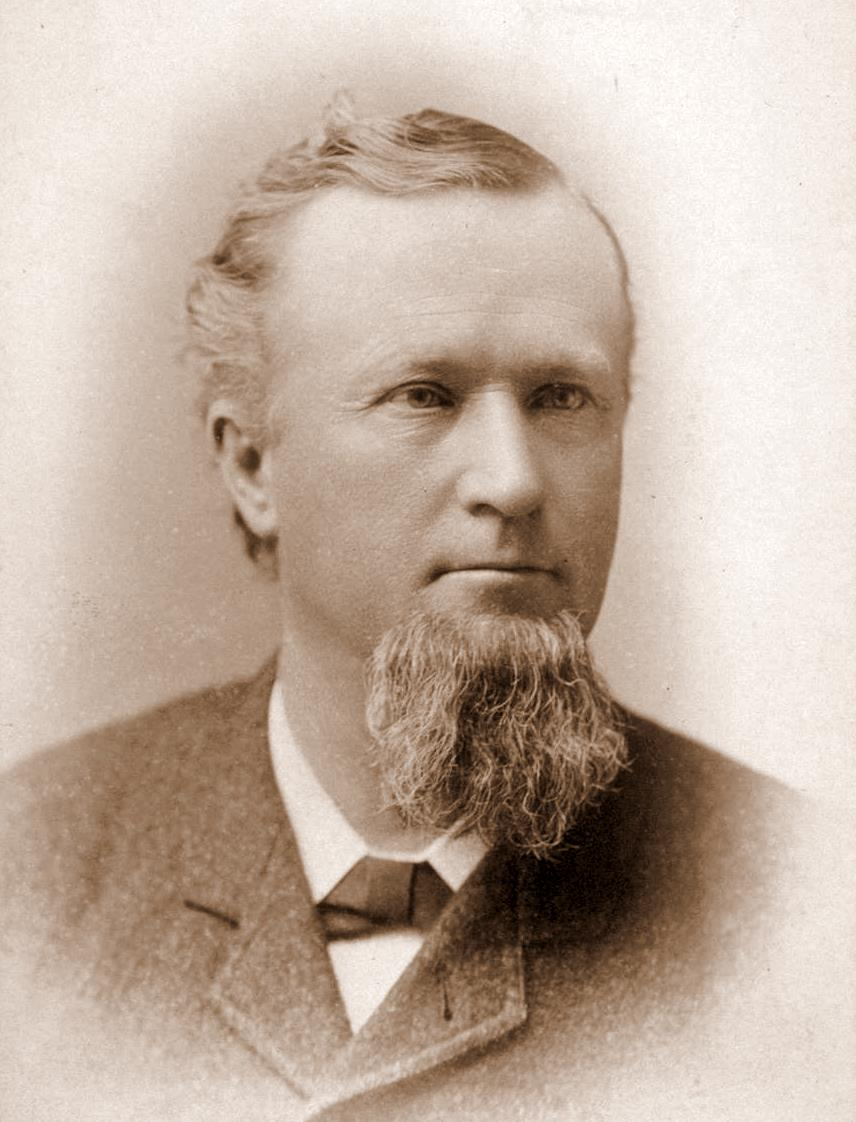
Роберт Уидни

Университет был основан благодаря усилиям юриста Роберта Уидни, который смог организовать пожертвования от нескольких ключевых фигур в ранней истории Лос-Анджелеса — протестантского торговца и банкира Озро Чайлдса, бывшего губернатора Калифорнии ирландского католика Джона Дауни и американского банкира с еврейско-немецкими корнями Исайаса Хеллмана. Они пожертвовали землю для основания кампуса и предоставили необходимые начальные деньги для строительства первых зданий. Когда университет открылся в 1880 году, в нём обучалось 53 студента и работало 10 преподавателей.
Один раз названный, Университет Южной Калифорнии не изменял своего названия и статуса. Во время Второй мировой войны он был одним из 131 учебных учреждений страны, которые принимали участие в программе обучения военно-морского колледжа V-12, которая предлагала студентам возможность военно-морской карьеры.

## Деятельность
Университет Южной Калифорнии — частный исследовательский университет, контролируемая советом попечителей, состоящим из 50 членов с правом решающего голоса, а также нескольких пожизненных попечителей и почетных попечителей, которые не голосуют. Члены Попечительского совета с правом решающего голоса избираются сроком на пять лет.
В 2008 году по инициативе президента университета Стивена Сэмпла в партнерстве с рядом неправительственных фондов был создан Центр мусульманско-еврейского взаимодействия как межрелигиозная организация для способствования диалогу, пониманию и партнерству среди авраамических религий.  
В числе академических подразделений университета 20 профессиональных школ:
| - USC Leventhal School of Accounting, - USC School of Architecture, - USC Roski School of Art and Design, - USC Iovine and Young Academy, - USC Marshall School of Business, - USC School of Cinematic Arts, - USC Annenberg School for Communication and Journalism, - USC Glorya Kaufman School of Dance, - Herman Ostrow School of Dentistry of USC, - USC School of Dramatic Arts, | - USC Rossier School of Education, - USC Viterbi School of Engineering, - USC Leonard Davis School of Gerontology, - USC Gould School of Law, - Keck School of Medicine of USC, - USC Thornton School of Music, - USC School of Pharmacy, - USC Bovard College, - USC Sol Price School of Public Policy, - USC Suzanne Dworak-Peck School of Social Work. |

По состоянию на 2010 год занимал 23-ю позицию в рейтинге «Национальные университеты» издания U.S. News & World Report, 73-ю в Мировом рейтинге университетов Times, 46-ю позицию в Академическом рейтинге университетов мира. Объём ассигнований на научно-исследовательскую работу в 2008—2009 годы составил $511 млн.
Команда студентов университета запустила в космос ракету Traveler IV, которая стала первой в истории ракетой, сконструированной командой студентов и успешно достигшей условной границы космоса.

### Президенты
Президентами университета были:
| - Marion M. Bovard (1880—1891) - Joseph P. Widney (1892—1895) - George W. White (1895—1899) - George F. Bovard (1903—1921) - Rufus B. von KleinSmid (1921—1947) - Fred D. Fagg, Jr. (1947—1957) | - Norman Topping (1958—1970) - John R. Hubbard (1970—1980) - James H. Zumberge (1980—1991) - Steven B. Sample (1991—2010) - C. L. Max Nikias (2010—2018) - Wanda Austin (interim) (2018—2019) |

С 2019 года 13-м президентом Университета Южной Калифорнии является Кэрол Фолт — первая его женщина-президент.

### Выпускники
В числе известных выпускников университета 11 стипендиатов Родса и 12 стипендиатов Маршалла. По состоянию на январь 2021 года с университетом связаны 10 лауреатов Нобелевской премии, шесть стипендиатов Макартура и один лауреат премии Тьюринга (Turing Award ). 29 выпускников Университета Южной Калифорнии стали миллиардерами; вуз окончили больше людей, получивших премии Оскар (кинопремия) и Эмми, чем любое другое учебное заведение в мире.
См.: выпускники Университета Южной Калифорнии.